# Salvatore Stabile
Salvatore Stabile (auch Sal Stabile; * 1. Oktober 1974 in Brooklyn) ist ein US-amerikanischer Drehbuchautor, Regisseur und Produzent. Er drehte mit 19 Jahren seinen ersten Spielfilm Gravesend, der 1997 veröffentlicht wurde.
Salvatore Stabile wurde in einem als Gravesend bekannten Teil von Brooklyn in der Nähe von Coney Island geboren und ist auch dort aufgewachsen. Er absolvierte die Xaverian High School in Bay Ridge und besuchte dann die Tisch School of the Arts der New York University.

## Leben und Karriere
Stabile begann schon während seiner Zeit an der High School zu schreiben und verarbeitete die Abhandlung über sein Leben in Brooklyn in seinem ersten Spielfilm Gravesend. Der Film hatte seine Premiere auf dem Hamptons Film Festival und wurde sowohl auf dem Seattle Film Festival als auch auf dem Torino Film Festival gezeigt, wodurch er schnell die Aufmerksamkeit Hollywoods erregte. In der Folge schrieb er nicht nur Drehbücher zu Folgen der Serien Die Sopranos, Rescue Me und auch Power, sondern produzierte sie auch.
Der Weihnachtswunsch erhielt einige Nominierungen und gewann 2007 den Humanitas-Preis in der Kategorie Sundance-Spielfilm.

## Filmografie (Drehbuch)
- 1995: Gravesend (auch Regisseur und Produzent)
- 2001: Die Sopranos (Folge University)
- 2002: Fastlane (Folge Things Done Changed)
- 2004: Rescue Me (2 Folgen Regie, 14 Folgen Produzent)
- 2005: Over There (Folge Suicide Rain)
- 2007: Der Weihnachtswunsch (auch Regisseur und Produzent)
- 2010: My Generation (Folge The Bed In Regie, 7 Folgen Produzent)
- 2011: Revenge (2 Folgen Regie, 12 Folgen Produzent)
- 2014: Power (4 Folgen Regie, 8 Folgen Produzent)
- 2015: Finding Carter (Folge Anywhere But Here)
- 2018: Waco (Miniserie)
- 2019: Reprisal  (Folge The Horse Cabbage Heart Regie, 10 Folgen Produzent)